# Йеллоустонская горячая точка
Йеллоустонская горячая точка — вулканическая горячая точка, расположенная в Северной Америке, служившая источником энергии для формирования Йеллоустонской кальдеры. Сдвиг неподвижной точки относительно Северо-Американской плиты (с примерной скоростью 25 км за миллион лет) сформировал восточную часть Плато Снейк-Ривер.

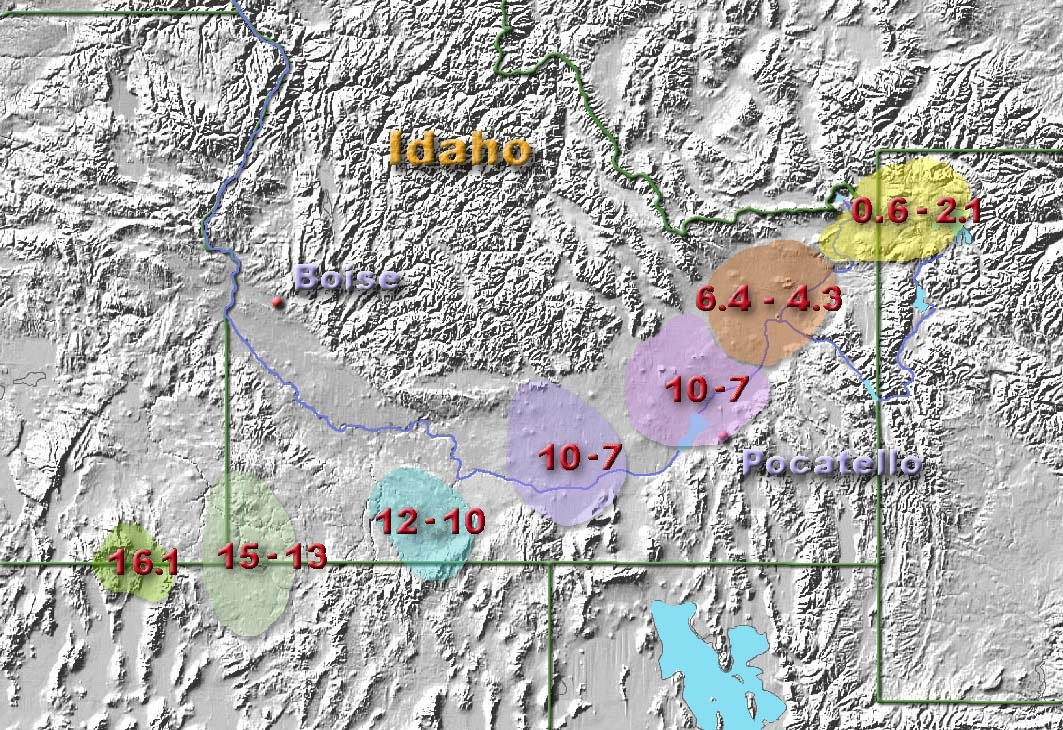
Движение горячей точки по территории Северной Америки за последние 16 млн лет

## История геологических проявлений
- 630 тыс. лет назад — извержение, сформировавшее Лава-Крик.
- 1.3 млн лет назад — извержение, сформировавшее кальдеру Хенрис-Форк
- 2.1 млн лет назад — извержение, сформировавшее Хаклберри-Ридж